# Léon Orban
Léon Hyppolite Orban of Orban-Massange (Luik, 7 februari 1822 - Parijs, 17 maart 1905) was een Belgisch volksvertegenwoordiger.

## Biografie

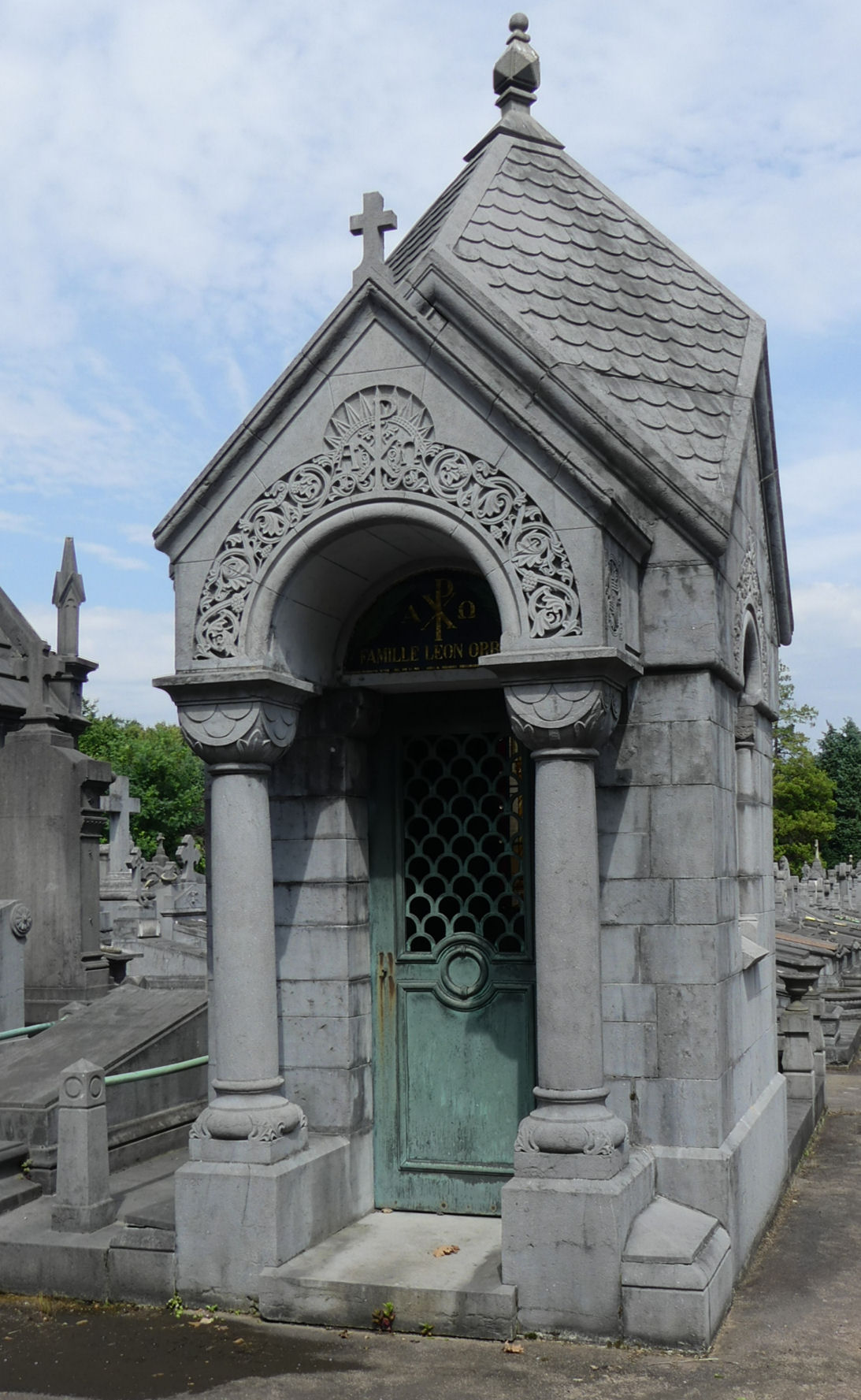
Praalgraf te Laken

Léon Orban was een zoon van de industrieel en (kortstondig) lid van het Nationaal Congres Henri-Joseph Orban en Thérèse de Rossius-Humain. Hij trouwde in 1847 in Stavelot met Élisabeth (Elisa) Massange (1824-1901). Ze kregen een zoon en drie dochters. Een dochter trouwde met de Pruisische generaal Ernst von Mirbach. Een kleindochter trouwde met graaf Maurice Lippens.
Na studies van burgerlijk ingenieur in Parijs, werd hij, in navolging van zijn vader en samen met zijn broers, industrieel en bankier.
Van 1852 tot 1857 was hij provincieraadslid van Luik. In 1857 werd hij liberaal volksvertegenwoordiger voor het arrondissement Marche-en-Famenne en vervulde dit mandaat tot in 1870. De liberale voorman en eerste minister Walthère Frère-Orban was zijn schoonbroer.
In 1866 werd hij directeur (d.w.z. bestuurder) van de Société générale de Belgique en vanaf 1884 was hij er vicegouverneur. Dit bracht een hele reeks mandaten met zich mee.
Orban werd begraven in Laken, zijn romaanse grafkapel werd door Ernest Salu gekapt.

## Varia
Van de volgende vennootschappen was hij voorzitter van de raad van bestuur:
- Charbonnages de Bonne-Fin,
- Charbonnages de Bray-Maurage et Boussoit,
- Compagnie Immobilière de Belgique,
- Charbonnages Unis de l'Ouest de Mons,
- Société du Couchant de Flénu,
- Compagnie de Floreffes, fabrication de glaces et de produits chimiques,
- Chemins de fer Liégeois-Namurois,
- Charbonnages de Monceau-Fontaine et du Martinet,
- Chemins de Fer du Nord de la Belgique.

Hij was bestuurder van:
- Société du Pont de Tilff,
- Hauts-Fourneaux et Fonderies de Dolhain,
- Société de Grivegnée,
- Algemene Spaar- en Lijfrentekas,
- Banque du Hainaut,
- Banque de Verviers,
- Charbonnages de Saint-Hadelin,
- Banque Centrale de la Dyle,
- Charbonnages de la Réunion,
- Société du Quartier de Notre-Dame-aux-Neiges,
- Société du Parc de Saint-Gilles,
- Charbonnages des Grand-Conty et Spinois,
- Compagnie Belge-Italienne de Chemins de Fer,
- Charbonnages du Levant du Flénu,
- Chemins de Fer de Braine-le-Comte à Gand et ses Extensions,
- Charbonnages du Bois d'Avroy,
- Charbonnages de Marchienne,
- Chemins de Fer Vienne-Aspang,
- Charbonnages de La Haye,
- Canal de Jonction de la Sambre à l'Oise,
- Hauts-Fourneaux et Forges de Dudelange,
- Chemins de Fer du Tessin,
- Union Parisienne des Banques.